# Stazione di Litostroj
La stazione di Litostroj (in sloveno Železniško postajališče Litostroj) è una stazione ferroviaria posta sulla linea ferroviaria Lubiana-Jesenice. Serve il comune di Lubiana ed è situata nei pressi dell'area industriale di Šiška. Il nome deriva dalla fabbrica Litostroj presente nelle vicinanze.